# Пасьва
Пасьва (рос. Пасьва) — селище в Вельському районі Архангельської області Російської Федерації.
Населення становить 1384 особи. Входить до складу муніципального утворення Попонаволоцьке муніципальне утворення.

## Історія
Від 1937 року належить до Архангельської області.
Від 2004 року належить до муніципального утворення Попонаволоцьке муніципальне утворення.

## Населення
| 2002 | 2010  | 2012  | 2014  |
| ---- | ----- | ----- | ----- |
| 1533 | ↘1102 | ↗1747 | ↘1384 |